# Łęgucki Młyn
Łęgucki Młyn – kolonia w Polsce położona w województwie warmińsko-mazurskim, w powiecie olsztyńskim, w gminie Gietrzwałd. Położona nad Jeziorem Łęguckim. W pobliżu wsi, otoczonej lasami, znajduje się obszar objęty ochroną – ostoja bobrów na rzece Pasłęce.
W latach 1975–1998 miejscowość administracyjnie należała do województwa olsztyńskiego.
W osadzie znajduje się Powiatowe Centrum Edukacyjne, dawny ośrodek wypoczynkowy należący obecnie do 
Powiatu Olsztyńskiego. Na terenie ośrodka znajduje się m.in. elektrownia wodna Kormoran. 
W Łęguckim Młynie odbywają się cykliczne zloty fanów motoryzacji, w tym Warmiński Zlot VW Garbus oraz zlot samochodów FSO.